# Olesicampe abnormis
Olesicampe abnormis là một loài tò vò trong họ Ichneumonidae.